# Irdisches Vergnügen in Gott

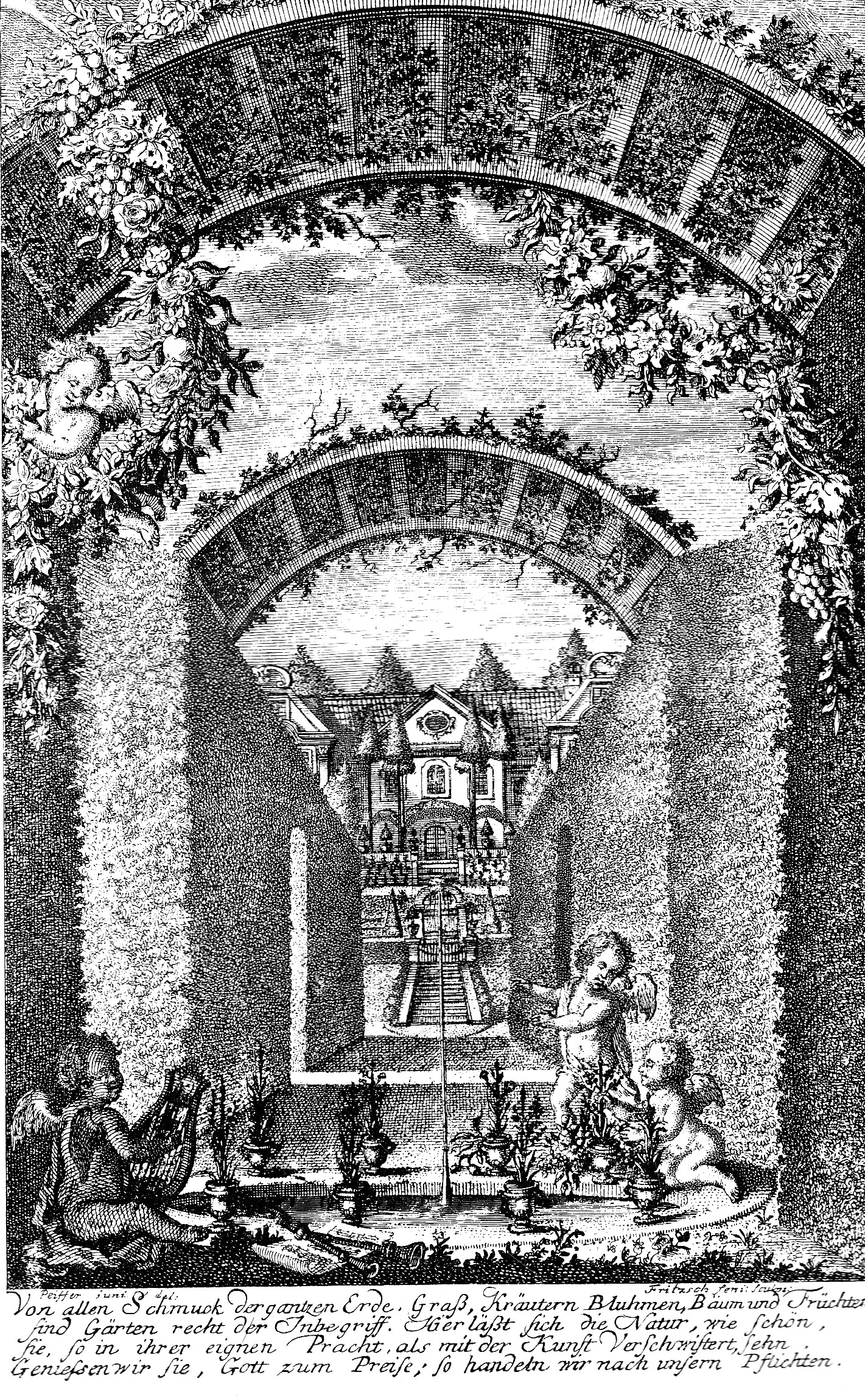
Zeitgenössische Illustration zu Brockes Irdisches Vergnügen in Gott

 Irdisches Vergnügen in Gott, bestehend in Physicalisch- und Moralischen Gedichten ist eine Gedichtsammlung von Barthold Heinrich Brockes  (1680–1747). Sie erschien zwischen 1721 und 1748 in neun Bänden mit insgesamt mehr als 5500 Seiten.

## Textgattungen
Neben den Gedichten, die Barthold Heinrich Brockes selbst verfasste, nahm er auch Übersetzungen in das Irdische Vergnügen in Gott auf. So finden sich im ersten Band elf Fabeln von Antoine Houdar de la Motte (1672–1731), im zweiten moralisierende Prosastücke aus dem Englischen und Französischen, im dritten die Übersetzung von Grund-Sätzen der Weltweisheit des Herrn Abts Genest, im siebten Übersetzungen der Night Thoughts von Edward Young und im achten eine kurze Robinsonade. Der neunte Band enthält im Anhang einige Aphorismen.

## Einführung und Würdigung
In nahezu allen Texten findet sich durchgehend das Motiv der betrachteten Schöpfung, die in ihrer analytischen Erfassung durch den Menschen ihre Wertschätzung erhält. Nicht die Gesamtschau ist hierbei tragend, sondern die Einzelbetrachtung, die die Schönheit in der Nützlichkeit findet und in der Nützlichkeit für den Menschen wiederum die rechte Ordnung der Schöpfung als einer Schöpfung Gottes bestätigt sieht.
Wer also jederzeit mit fröhlichem Gemüt
In allen Dingen Gott als gegenwärtig sieht, 
Wird sich, wenn Seel und Leib sich durch die Sinne freuen, 
Dem großen Geber ja zu widerstreben scheuen.
Der reziprok rückverweisliche Zusammenhang zwischen der Gabe des Menschen, die Schöpfung sinnlich zu erfassen, und der Wohlordnung der Dinge kulminiert dann in jener Bestätigung des Schöpfers, die man teleologischen Gottesbeweis nannte, worin, wie später kaum noch, naive Frömmigkeit und aufgeklärte Geste in eins aufzugehen scheinen. Herangezogen zu diesem Beleg werden dabei vornehmlich die kleineren, alltäglichen,  unscheinbaren oder als selbstverständlich erachteten Lebewesen und Landschaften, Dinge und Begebenheiten, wie es sich beispielsweise in Gras, Wasser oder Die kleine Fliege findet.
Die Betrachtung gerät dabei oft zu einer in Verse gekleideten Meditation, die nicht auf einen Höhepunkt, Effekt oder thematischen Zusammenhang Wert legt, insbesondere dort nicht, wo dieser Leitlinie halber der kleinste Teil sinnlicher Erfahrung oder rationaler Reflexion aufgegeben werden müsste. Gerade die teleologischen Betrachtungen geraten so oft zu vom Kleinen auf das Kleinere sich hinbewegenden Überlegungen, die den Späteren oft genauso unverständlich erschienen wie die nahezu mikroskopische Einzelbetrachtung Brockes’scher Gedichte. Auch hierbei jedoch ist die Schau weniger um ihrer selbst willen unternommen –  hierin wäre sie dann zudem auch unnützlich, dem Anspruch des delectare et prodesse also nicht genügend – als vielmehr um die revelatio naturalis zu erweisen.
Es schien, als wär ein Schnee gefallen; 
Ein jeder, auch der kleinste Ast 
Trug gleichsam eine rechte Last 
Von zierlich weißen runden Ballen. 
Es ist kein Schwan so weiß, da nämlich jedes Blatt, 
Indem daselbst des Mondes sanftes Licht 
Selbst durch die zarten Blätter bricht, 
Sogar den Schatten weiß und sonder Schwärze hat. 
Unmöglich, dacht ich, kann auf Erden 
Was weißers aufgefunden werden
Das ›neue Sehen‹ wird so letztlich wieder zum Gebet: »Der subjektiv-sinnlichen Empfindung und der objektiv-empirischen Gegenstandsbeschreibung folgt die Reflexion auf den Nutzen dieses Gegenstandes für die Menschen, und daraus leitet sich folgerichtig der Lobpreis Gottes ab, mit dem jedes Gedicht schließt« (Grimm 1995, 491). Dieses Erleben zugänglich zu machen, ist manches Gedicht so nahezu Gebrauchsanweisung:
Die Heide
Es zeigt so gar die dürre Heide,
Zu unsrer nicht geringen Freude,
Wenn man sie recht genau betracht,
Des großen Schöpfers Wunder-Macht.
Wenn wir die obenhin besehn,
So scheint sie traurig, schwarz, verdorrt und schlecht:
Allein betrachtet man sie recht;
So ist auch sie nicht minder schön,
Und sieht man wunderbar in ihr
Der Farben Pracht, der Bildung Zier
Fast unverbesserlich verbunden.
Ich habe dieses wahr befunden.
Denn als ich jüngst mich etwas zu vertreten,
Mich auf das Feld begab; befand ich alsobald,
Daß in des Heide-Krauts so zierlicher Gestalt,
Nicht weniger als sonst, der Schöpfer anzubeten.
Ich setzte mich, und rupfte manchen Strauß,
Sie besser zu besehen, aus.
Mein Gott! wie viel, wie mancherley
Verändrung, Schmuck und Zierlichkeiten
Fand ich in diesem Kraut, das doch von weiten
Nicht anders lässt, als obs nur braun gefärbet sey.
Ich ward zugleich, wie schön, wie wunderbar.
Wie mannigfaltig die Bildung sey, gewahr.
Die größten Bäume trifft man hier
In solcher Schön- und netten Kleinheit an,
Daß man der Stämme Zweig’ und Blätter holde Zier
Nicht gnug besehn, nicht gnug bewundern kann.
Ich fand daß ob sie gleich sehr klein,
Die Stämme wahres Holz, wie große Stämme, seyn.
Es hat die Festigkeit, es brennet, eine Rinde
Umgiebt sie, ja ich finde
Dieselbe recht mit Moß, gleich den bejahrten Eichen,
Umgeben und geziert. Die Blümchen, die so schön,
Auf jedem kleinem Zweig’, als Apfel-Blüthe, stehn,
Sieht man der Bienen Heer die süße Nahrung reichen.
Betrachte denn forthin, geliebter Mensch, die Heide
Nicht sonder Gottes Lob, nicht sonder Freude!
Eine ›Gebrauchsanweisung‹, die sowohl dem empirischen Diktum der Wiederholbarkeit wie dem aufklärerischen Anspruch der Menschenbildung genügt. Schon zu Beginn des genannten Gedichtes wird darauf hingewiesen, dass »recht genau« (V. 3) zu betrachten sei – auch wenn, so erscheint es, den Autor selbst einige Zweifel an seinem Unterfangen beschleichen. So heißt es schon einleitend: »[...] sogar die dürre Heide« (V. 1), was durch diminuierende Negationen hier und da noch einmal aufgegriffen scheint, wenn von der »nicht geringen Freude« (V. 2) die Rede ist, die Heide als »nicht minder schön« (V. 8) zu erkennen, worin »nicht weniger als sonst« (V. 16) der Schöpfer anzubeten sei.
Hierzu begibt sich der Betrachter in medias res, will eben nicht von »obenhin besehn« (V. 5), was dann doch nur »traurig, schwarz, verdorrt und schlecht« (V. 6) wirke, sondern sich »auf das Feld« (V. 14) begeben, um »der Farben Pracht, der Bildung Zier« (V. 10) zu sehen, und vollzieht so, genau genommen, eine zweifache Verschiebung der Perspektive: Das Von Oben wird durch das Auf Augenhöhe ersetzt und die Gesamtschau durch die Einzelbetrachtung.
Die empirische Analyse kann sich nun auf dieses und jenes richten, was die Heide zu bieten hat, einem Überblick aber verborgen bliebe. Und hier nun erst kommt die Empirie zum Zuge: Da wird die Brennbarkeit des Holzmaterials geprüft (vgl. V. 31), ein Strauß zur besseren Betrachtbarkeit ausgerauft (vgl. V. 17) und – dies schon vorweg – konstatiert: »Ich habe dieses wahr befunden« (V. 11). Doch nicht aufgeklärte Hybris decouvriert sich hier. In der Nützlichkeit vielmehr bestätigt sich die »Wunder-Macht« (V. 4; vgl. V. 23) Gottes. Eines Gottes, der dann dem der Zeit gemäß zu erwartenden Deismus, die Physikotheologie, doch nicht in Gänze zu entsprechen scheint, ist Pracht und Zier doch nur »fast unverbesserlich verbunden« (V. 11), so wie das Wunder nicht von zurückliegender Uhrmacher-Geschicklichkeit, sondern gegenwärtiger Macht zeugt. Eines Gottes, der aber doch, so scheint es, Irdisches Vergnügen bereitet.

## Vertonung
Georg Friedrich Händel vertonte neun Gedichte aus dem Irdischen Vergnügen als Neun Deutsche Arien (HWV 202–210).